# Al-Naser Wings
Al-Naser Wings — иракская чартерная авиакомпания со штаб-квартирой в городе Багдад, работающая на трёх фиксированных маршрутах в Ираке и Кувейте.
Портом приписки авиакомпании и её главным транзитным узлом (хабом) является Багдадский международный аэропорт.

## Маршрутная сеть

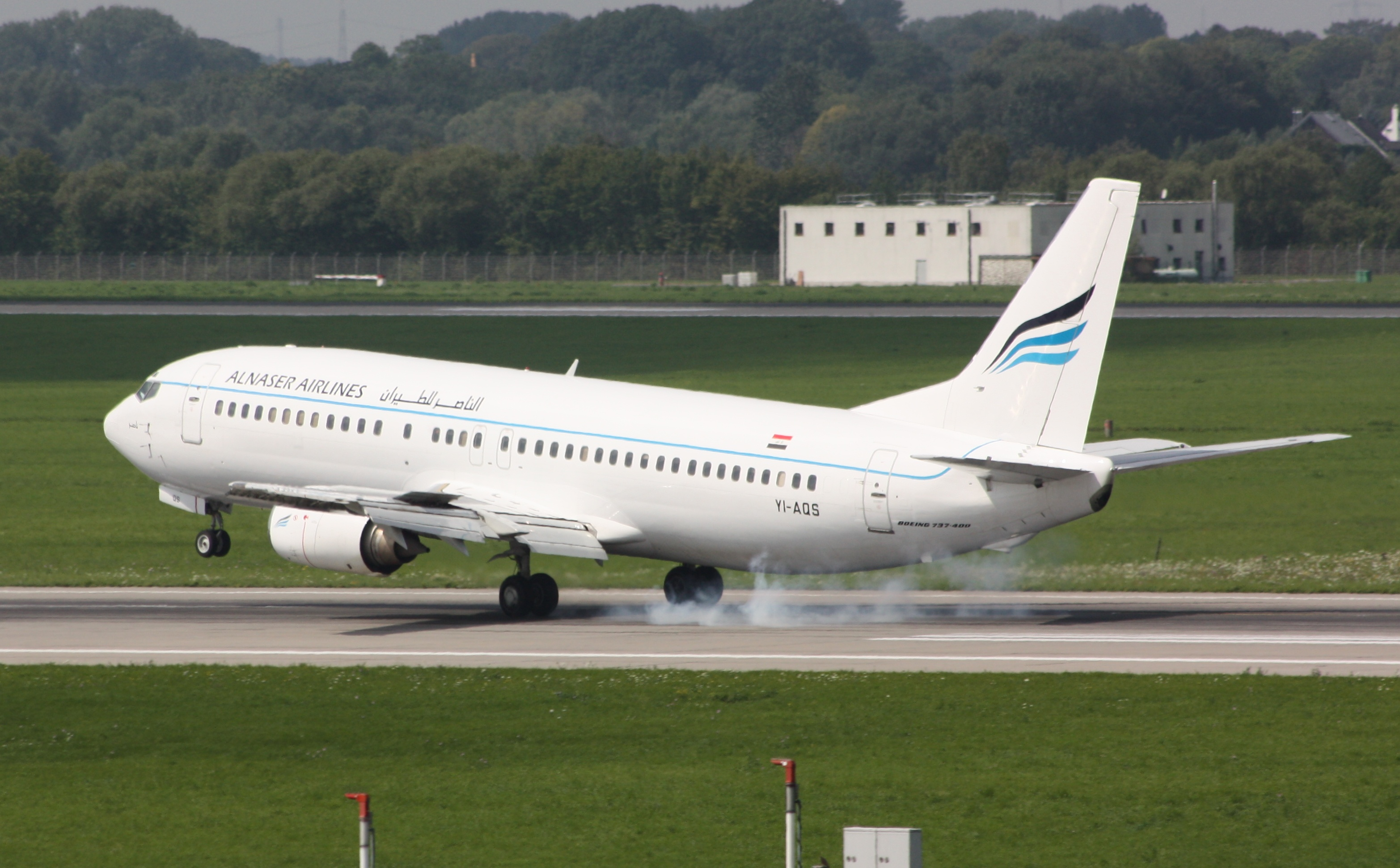
YI-AQS

В апреле 2010 года авиакомпания Al-Naser Airlines выполняла чартерные перевозки по следующим аэропортам региона:
- Ирак
  - Багдад — Багдадский международный аэропорт хаб
  - Ан-Наджаф — Международный аэропорт Ан-Наджаф

- Кувейт
  - Эль-Фарвания — Международный аэропорт Кувейта

## Флот
По состоянию на 13 апреля 2010 года воздушный парк авиакомпании Al-Naser Airlines составляли следующие самолёты:
- 2 Boeing 737-200
- 1 Boeing 767-200 (в управлении Royal Falcon)

### Детальная информация
| Регистрационный номер | Тип самолёта   | Марка двигателей | Первый рейс         | Поставлен            | Выведен | Конфигурация | Примечания                      |
| YI-APY                | Boeing 737-201 | PW JT8D          | 8 июля 1980 года    | август 2009 года     |         |              | из а/к Teebah Airlines          |
| YI-APZ                | Boeing 737-201 | PW JT8D          | 28 января 1981 года | 27 августа 2009 года |         |              | из а/к Royal Falcon             |
| JY-JRF                | Boeing 767-233 | PW JT9D-7R4D     | 15 марта 1984 года  | 2010 год             |         |              | в управлении в а/к Royal Falcon |